# XCOM 2: War of the Chosen
XCOM 2: War of the Chosen es un paquete de expansión para videojuego táctico por turnos XCOM 2. Fue publicado para Windows el 29 de agosto de 2017. Versiones para macOS y Linux fueron publicadas el 31 de agosto de 2017.

## Jugabilidad
XCOM 2 es un videojuego de tácticas por turnos. Un equipo de defensa conocido como XCOM debe repeler y resistir una invasión alienígena. La Guerra de la expansión Elegido hace cambios en la estructura de campaña XCOM 2 ' y añade nuevos enemigos, elementos de la historia, nuevos personajes héroe, modificadores y más comportamientos de los personajes. 
La expansión presenta un nuevo conjunto de alienígenas enemigos llamados los Elegidos, guerreros alienígenas de élite encargados por los Ancianos para derrotar a XCOM y recuperar la Tierra y al Comandante de XCOM. Hay tres elegidos: El Asesino, que se basa en el sigilo y los ataques cuerpo a cuerpo; el cazador, un híbrido alienígena-humano que usa un rifle de largo alcance que dispara balas que siguen a sus objetivos; y el brujo, que usa poderes psiónicos y puede tomar el control de varias de las unidades del jugador a la vez. A medida que avanza el juego, los Elegidos obtienen nuevas habilidades exclusivas con el tiempo y eventualmente pueden lanzar un ataque directo sobre el Vengador. Los Elegidos continúan apareciendo ocasionalmente durante las misiones, incluso después de ser derrotados, y solo pueden ser asesinados para siempre una vez que su base también sea destruida. 
El juego también presenta tres facciones rebeldes que se antagonizan entre sí, pero otorgan clases especiales de héroes una vez que se gana su lealtad; los Segadores, especializados en disparos y sigilo, los Templarios, que emplean habilidades psiónicas únicas, y los Escaramuzadores, exsoldados de ADVIENT con equipos y tácticas exclusivas. Cada facción también proporciona misiones de operaciones encubiertas en las que se pueden desplegar soldados para obtener recursos adicionales, retrasar el proyecto Avatar o recopilar información sobre las fortalezas de los Elegidos, así como otros beneficios. Otras características nuevas incluyen una capa estratégica renovada y el sistema "Bond", en el que parejas de soldados desarrollan habilidades especiales que son accesibles cuando ambos se despliegan durante una misión, sin embargo, cuando un soldado vinculado es asesinado, su compañero puede ingresar temporalmente en un "modo beserk", ignorando las órdenes de cualquier jugador y atacando objetivos al azar, o pueden entrar en pánico, volviéndose incontrolables y huyendo de la batalla. Para la investigación, se realizan avances e inspiraciones para aumentar la velocidad a la que trabajan los investigadores, a veces de forma instantánea para completar un proyecto. 
La expansión también agrega un tipo de enemigo neutralmente alineado similar a un zombi llamado Lost, antiguos humanos creados durante la invasión que atacarán tanto a ADVENT como a XCOM en la batalla, junto con nuevas unidades ADVENT con habilidades exclusivas.  
Otras características nuevas incluyen un modo de desafío diario, así como la capacidad de crear carteles con tus personajes personalizados que aparecerán dentro del mundo del juego.

## Lanzamiento
War of the Chosen se anunció en la Electronic Entertainment Expo 2017 . Fue lanzado el 29 de agosto de 2017.  

### Paquete de legado táctico
El 9 de octubre de 2018 se lanzó un complemento para el juego llamado "Tactical Legacy Pack". Cuenta con una serie de misiones ambientadas entre los eventos de XCOM: Enemy Unknown y XCOM 2, nuevos elementos, nuevos mapas y la opción de jugar usando la banda sonora original de XCOM: Enemy Unknown o una banda sonora completamente nueva basada en X-COM: UFO Defense, el primer juego de la serie original X-COM . 

## Recepción
XCOM 2: War of the Chosen recibió críticas "generalmente favorables" de críticos profesionales según el sitio web de agregación de reseñas Metacritic .  
El editor de reseñas de IGN ' Dan Stapleton, elogió la cantidad de variedad que War of the Chosen agregó a los objetivos de la misión y la campaña de XCOM 2 . Aunque descubrió que había algunos problemas de equilibrio, pensó que tanto las clases de Héroes como los Elegidos eran grandes adiciones.  El crítico de Game Informer, Ben Reeves, quedó impresionado por la cantidad de contenido incluido en la expansión, y señaló que casi podría haber sido un juego independiente.  

### Elogios
Eurogamer clasificó el juego en el puesto 46 de su lista de los "50 mejores juegos de 2017",  mientras que Polygon lo ubicó en el puesto 17 de su lista de los 50 mejores juegos de 2017.  Los lectores y el personal de Game Informer lo votaron como "Mejor juego de estrategia".   También ganó el premio al "Mejor expansión" en el PC Gamer ' 2017;  y fue nominado al "Mejor juego de estrategia" en The Game Awards 2017,  y al "Juego de estrategia / simulación del año" en la 21ª entrega anual de premios DICE .  Ganó el premio a "Juego, Estrategia" en la 17 Entrega Anual de la Academia Nacional de Reconocimientos Comerciales de Videojuegos, mientras que su otra nominación fue a "Ingeniería de juegos".   